# Léhady Soglo
Pour les articles homonymes, voir Soglo.
Léhady Vinagnon Mitoun Soglo est un homme politique béninois né le 18 décembre 1960 à Paris. Il était maire de la ville de Cotonou, la plus grande ville du Bénin, de 2015 à août 2017.

## Biographie

### Études et vie personnelle
Léhady Vinagnon Mitoun Soglo est le fils aîné de l'ancien président du Bénin de 1991 à 1996, M. Nicéphore Soglo. Il travaillera à plusieurs reprises en étroite collaboration avec ce dernier. Ainsi, de 1993 à 1996, il est Chargé de Mission à la Présidence de la République, il s'occupe alors de la cellule de communication de son père président ; pareillement, de 2003 à 2015, il est 1er Adjoint à la municipalité de Cotonou, alors que son père occupe le poste de Maire de Cotonou. 
M. Léhady Soglo a une formation d'économiste.  Cet ancien du collège Père Aupiais est titulaire d’un Bachelor en sciences politiques obtenu en 1986 à l'Université de Québec et d’un Master en Sciences Économiques obtenu en 1988 à l'Université de Montréal. Il a également obtenu en 1989, un diplôme en Management à MC Gill University. En 1998, il poursuit sa formation à la Kennedy School of Goverment où il obtient un master en politique publique. 
M. Soglo est marié et père de trois enfants. 

### Carrière politique
En 1992, la mère de Léhady Soglo, Rosine Soglo, crée la formation politique Renaissance du Bénin (RB), un parti au service de son mari alors président,. Elle dirige ce parti, l'un des plus importants du Bénin, jusqu'en septembre 2010, où son fils lui succède dans cette fonction de direction,. 
Membre de Renaissance du Bénin dès sa création, Léhady Soglo y avait occupé différentes fonctions  dont celle de membre du bureau politique, avant d'en prendre la tête en 2010. 
En 2006, il se présente aux élections présidentielles sous les couleurs de Renaissance du Bénin. Il arrive en 4e position avec 8.5 % des voix et se rallie au second tour à Thomas Boni Yayi. 
En 2007 et en 2011, il se présente aux législatives et est à chaque fois élu député, mais renonce à ces mandats nationaux en faveur de ses activités à la municipalité de Cotonou.
En mai 2017, Léhady Soglo perd la présidence de Renaissance du Bénin et est même exclu du parti en juin 2017, à la suite de dissensions internes.

#### Mairie de Cotonou
En  juin 2015, M. Léhady Soglo succède à son père et est élu Maire de Cotonou.          
Le 2 août 2017, le Conseil des ministres du gouvernement béninois révoque Lahédy Soglo de sa fonction de maire. Il est accusé de faute grave et de malversation dans la gestion de la municipalité de Cotonou. Léhady Soglo réfute le bien-fondé de ces accusations : il pense être victime d'un « acharnement politique » de la part du gouvernement de Patrice Talon à la suite de son soutien de Lionel Zinsou lors de la présidentielle de 2016. Il quitte le Bénin pour la France, sur le conseil de ses avocats.